# Мірмекій

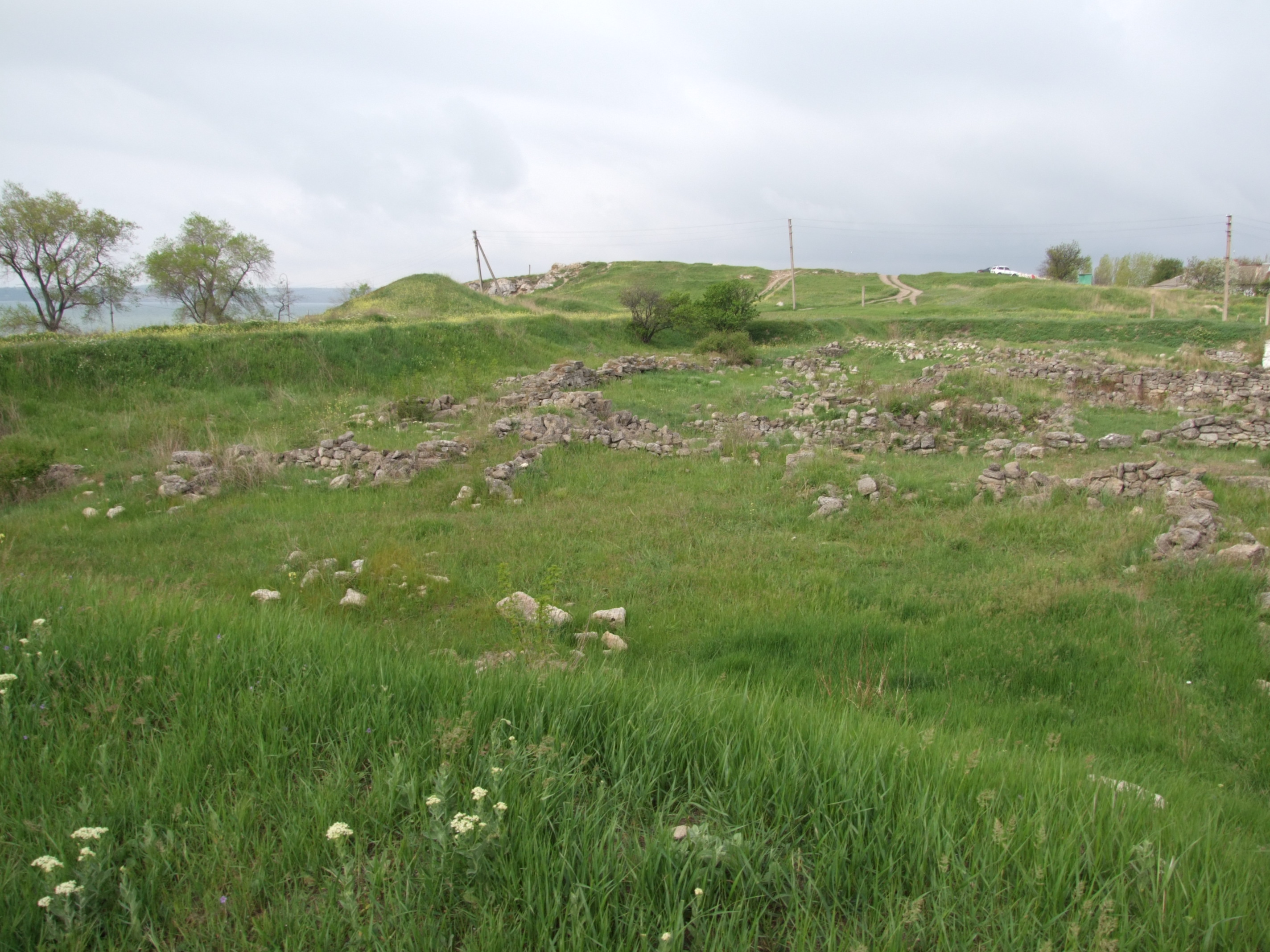
Археологічний комплекс «Стародавнє місто Мірмекій»

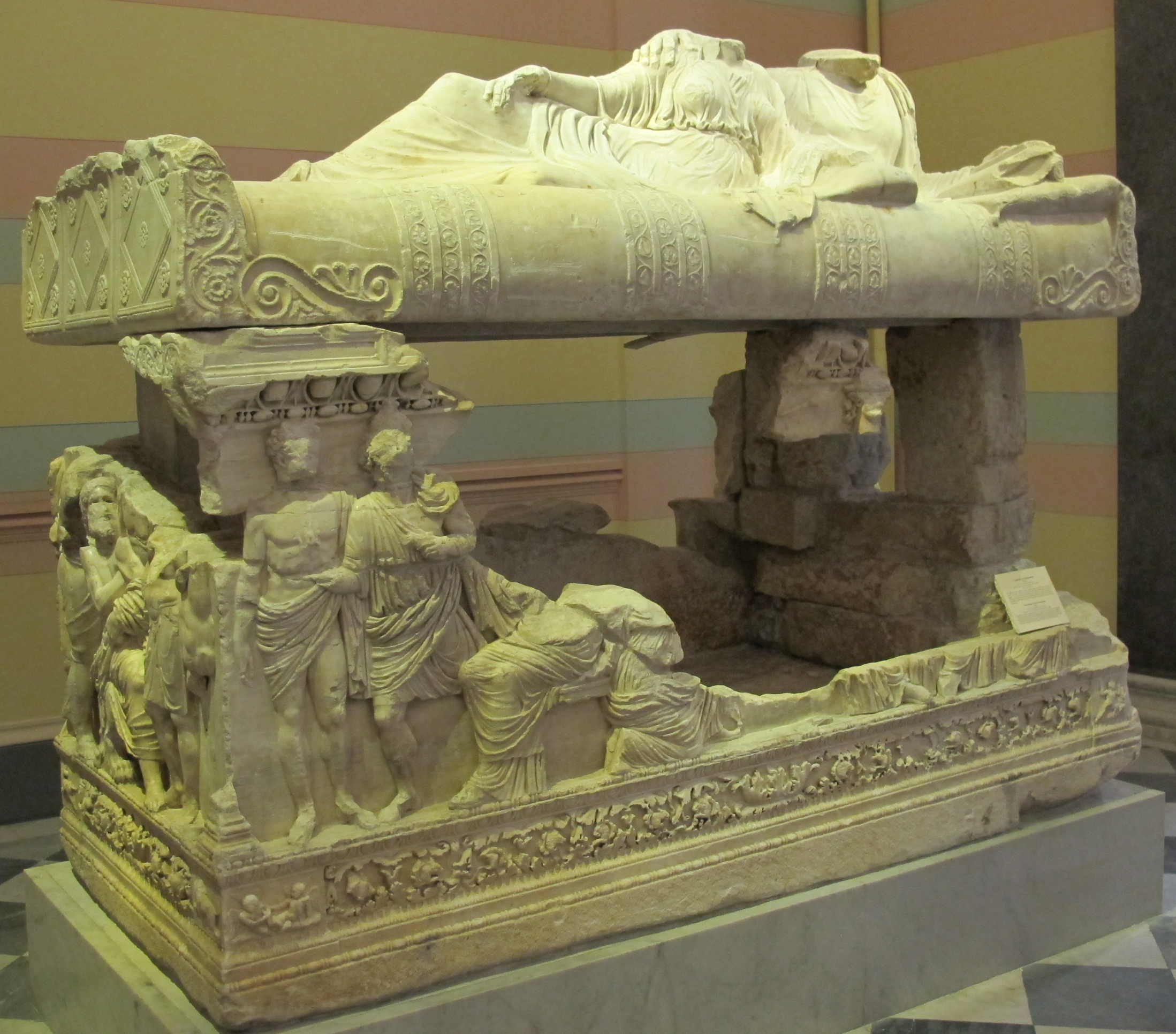
Саркофаг з Мирмекія

Мірмекій (грец. Μυρμήκιον) — засноване іонійськими греками в середині VI ст. до н. е. на березі Керченської протоки античне місто, що входило до складу Боспорського царства. Було розташоване на схід від Пантікапею (сучасний мис Карантинний у межах Керчі). Є пам'яткою культурної спадщини України національного значення (охоронний № 010015-Н).
Площа городища — понад 6 га.

## Назва
Існують дві версії походження назви міста. Перша — від грецького кореня «мирмек» («мурашка»). Друга пов'язує назву з грецьким словом, що в перекладі означає «підводний риф».
Відомості про Мірмекій збереглися в античних авторів. Псевдо-Скілак (IV ст. до н. е.) при описі берегів східного Криму називає Мірмекій серед найважливіших міст регіону(Феодосія, Німфей, Пантікапей), натомість Страбон іменує його то «містечком», то «селом».

## Літопис

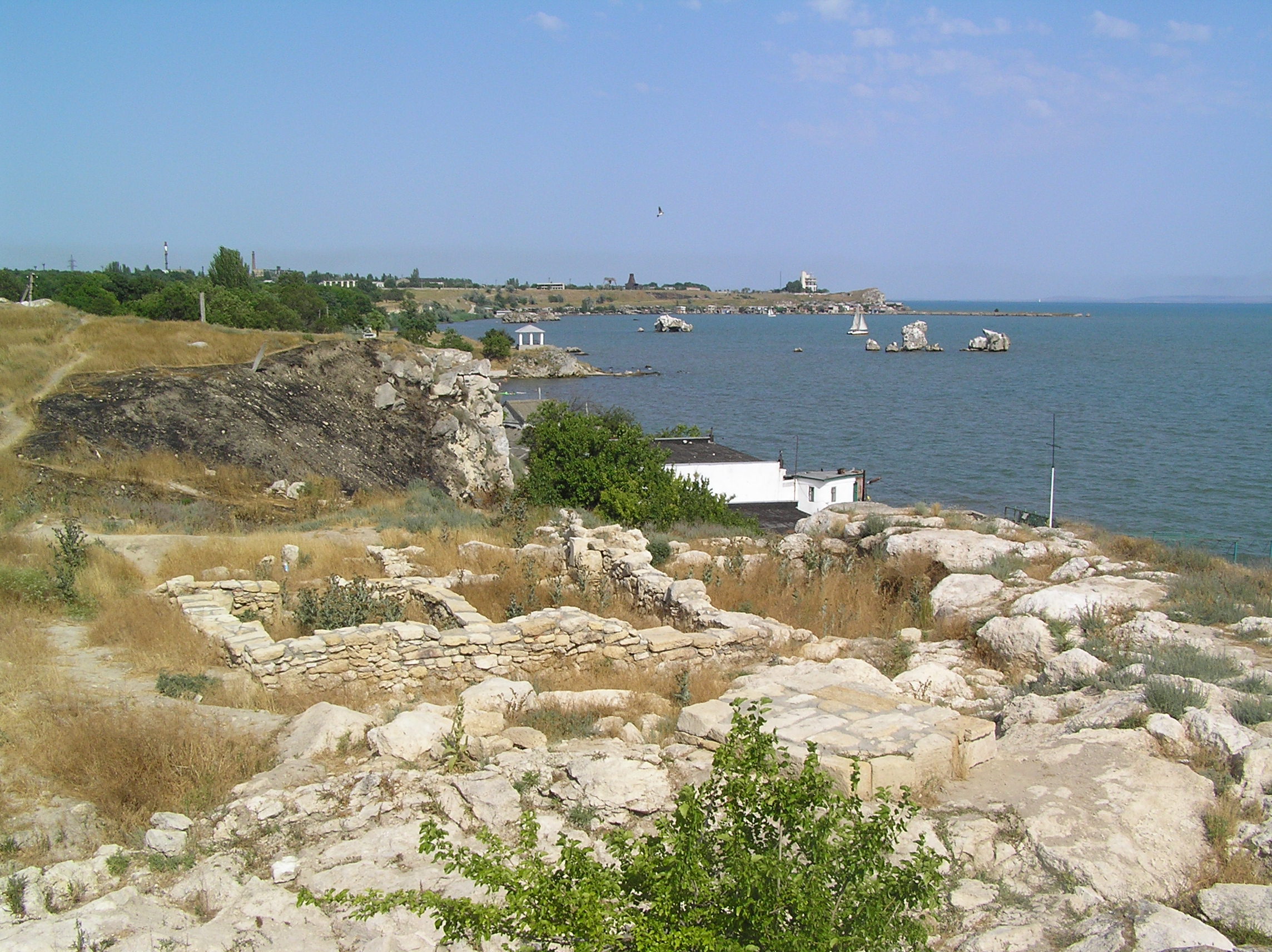

### Античний період
Мірмекій був заснований на межі 1-ї та 2-ї чвертей VI ст. до н. е. Метрополія невідома, однак нею, за припущеннями дослідників, міг бути Мілет. На думку С. О. Жебельова, місто було назване на честь засновника міста. Однак Ю. О. Виноградов пов'язував назву міста зі скелями, що виступають у протоці поруч із Мірмекієм.
Населення міста мешкало у невеликих напівземлянках із покрівлею з висушених водоростей, які будувалися лише в районі невеликого скельного Карантинного мису та на березі затоки, розташованої на заході. В середині VI ст. до н. е. місто пережило сильну пожежу. Невдовзі довкола акрополя було збудовано оборонний мур (аналогічний було відкрито у Порфмії). Місто стало однією з двох найранніших грецьких колоній на півночі Чорного моря. На початку V ст. до н. е. місто збільшилося в розмірах до 6-7 га і було забудоване великими наземними будинками.
Наприкінці 1-ї третини V ст. до н. е. місто було зруйноване, скоріш за все, внаслідок нападу скіфів. Його територія скоротилася більш ніж учетверо, а поверх кварталів було збудовано новий оборонний мур, у якому були знайдені наконечники стріл. Після середини V ст. до н. е. життя в місті відродилося, сягнувши розквіту в 1-й половині IV ст. до н. е. В цей час місто знову мало суцільну забудову. Ймовірно, тут розташовувався храм та громадські будівлі; близько середини IV ст. до н. е. вони знов загинули в пожежі. В цей час місто було обведене новим оборонним муром, який цілковито прикрив його від нападу. Максимальна площа античного поселення становила 7-8 га. Новий розквіт місто пережило у III—II ст. до н. е.: в цей час тут з'явився унікальний об'єкт — зільний пагорб понад 3 м заввишки, розташований у межах міста. Ймовірно, його поява була пов'язана з розташованим поруч святилищем.
Протягом тривалого часу Мірмекій не мав самостійного значення і був, за припущеннями, поселенням одного з членів родини боспорського царя.
У середині I ст. до н. е. Мірмекій загинув під час міжусобиць, які розгорнулися в Боспорському царстві по смерті Мітридата VI Евпатора. Життя на його місці відродилося в 1-й половині I ст. н. е. В цей час Мірмекій становив собою поселення з кількох великих садиб. Близько середини II ст. н. е. вони були зруйновані, а на мисі було збудовано величезну гробницю царя Боспорського царства (можливо, Тиберія Юлія Евпатора), в якій у 1834 р. було знайдено Мірмекійський саркофаг. За деякий час Мірмекій був знову забудований садибами.
З періоду еллінізму Мірмекій відомий як античний центр виноробства. Виноробні становили собою приміщення з двома (рідше трьома) майданчиками для чавлення винограду ногами та дотискання решток соку з отриманих відходів за допомогою кам'яного пресу. Сік, який мав нерівну якість, стікав у різні відсіки цистерн, ємність яких сягала 7-8 тис. літрів. Під час археологічних розкопок також були знайдені і рибозасолювальні ванни римських часів.

### Раннє середньовіччя
З середини III ст. до Боспорського царства увійшли готи. Забудова міста в ці часи стала нерегулярною. Будинки становили собою окремі, часом укріплені садиби.
У 80-х рр. IV ст. Боспорське царство, до складу якого входив Мірмекій, впало під навалою гунів. До IV ст. Мірмекій припинив існування: його мешканці перейшли під захист Пантікапею. У VIII—IX ст. на його місці існувало поселення салтово-маяцької культури, що припинило своє існування у X ст.

### Генуезький період
Після монгольського завоювання Криму та його включення до складу Золотої Орди поселення біля Керченської протоки стають транзитними пунктами Великого шовкового шляху, внаслідок чого у XIII—XIV ст. на місці античного міста виникли невеликі поселення. Під час правління хана Узбека емір Солхату передав Боспор венеційцям в обмін на сплату торгівельного мита, однак внаслідок венеційсько-генуезької війни 1350—1356 рр. Боспор перейшов у володіння генуезців. На місці Мірмекію виникло поселення, відоме у генуезьких джерелах як Пондіко.
Інтерес являють залишки невеликої фортеці XIV—XV ст.ст., відкриті на самому краї Карантинного мису. Фортеця була укріплена муром (ширина — 2,6 м) і ровом. Житлові та господарські приміщення були розміщені вздовж муру з його внутрішнього боку; всі вони згоріли під час пожежі.

## Археологічне дослідження городища Мірмекій
План городища був знятий у 1820 р. ентузіастом античної археології Полем Дюбрюксом, одним із засновників Керченського музею старовини. У 1834 р. сталося перше велике відкриття на Мірмекії: моряки карантинної варти під час встановлення щогли для прапора виявили склепи, вирубані у скалі мірмекійського акрополя, і знайшли тут два мармурові саркофаги. Один з них — розбитий величезний мармуровий саркофаг із рельєфними зображеннями сюжетів з життя Ахіллеса, який не має аналогів у світі (наразі перебуває в колекції російського Ермітажу); збереглися уламки його стінок, нижня частина та кришка. За припущеннями, саркофаг був виготовлений у II ст. н. е. в одній з афінський майстерень.
Планомірні розкопки на Мірмекії почалися лише у 1934 р.

### Дослідження та експедиції
- 1863 р. — О. Ю. Люценко, директор Керченського музею старовини;
- 1883, 1885—1889 рр. — Ф. І. Ґросс, директор Керченського музею старовини;
- 1903, 1906 рр. — В. В. Шкорпіл, директор Керченського музею старовини;
- 1934—1938, 1946—1950, 1956—1966 рр. — роботи Боспорської експедиції Інституту історії матеріальної культури (потім Ленінградського відділення Інституту археології) Академії наук СРСР під керівництвом В. Ф. Гайдукевича;
- 1956—1958 рр. — на городищі працювала радянсько-польська експедиція під керівництвом В. Ф. Гайдукевича та К. Міхаловського[2];
- 1982—1994 рр. — розкопки Мірмекійського загону Боспорської експедиції Ленінградського відділення Інституту археології АН СРСР (потім Інституту історії матеріальної культури Російської академії наук) під керівництвом Ю. О. Виноградова;
- 1999 р. — спільна експедиція ІІМК РАН та Державного Ермітажу (Санкт-Петербург, РФ);
- з 2000 р. роботи на городищі проводить Мірмекійська експедиція Державного Ермітажу на чолі з О. М. Бутягіним, завідувачем сектора північного Причорномор'я відділу античного світу Ермітажу.

## Після російської окупації Криму
Після російської окупації Криму в лютому-березні 2014 р. роботи на городищі проводяться російською стороною з порушенням законодавства України. Розпорядженням уряду РФ № 2073-р від 17.10.2015 р. городище Мірмекій було внесене до Єдиного державного реєстру об'єктів культурної спадщини.
У серпні 2015 р. на ділянці городища на північ від скелі Карантинного мису була виявлена вапнякова плита з багаторядковим написом: текст є найрозлогішим з виявлених на Мірмекії за весь період вивчення пам'ятки. Плита 49 см завширшки, 25 см завширшки й 20 см завтовшки була розташована у кладці написом досередини. Приблизне датування напису — кінець I ст. до н. е. — початок I ст. н. е. Знахідку було передано до лапідарію «Східнокримського історико-культурного музею-заповідника» в Керчі.
У 2017 р. на Мірмекії було виявлено новий некрополь. Того ж року в непошкодженому шарі 2-ї половини IV ст. до н. е. під південною стіною садиби римських часів було знайдено свинцевий лист-опістограф, датований останньою чвертю IV ст. до н. е.; орфографія листа демонструє перехід від іонійського діалекту до койне. Текст становить собою приватний лист ділового характеру; ймовірно, відправник спеціалізувався на транзитній торгівлі високоякісним одягом. Унікальність пам'ятники в тому, що на одній пластинці прямокутної форми з заокругленими краями 2,8-3,8 x 10,8 см розташовані два листи, призначені різним адресатам.
31 липня — 20 серпня 2017 р. керівництво Ермітажу спільно з О. Бутягіним організувало на городищі Мірмекій «Південну експедицію», до складу якої увійшли співробітники Ермітажу, студенти та викладачі історичного факультету Санкт-Петербурзького державного університету, студенти Вищої школи економіки Національного дослідницького університету (Перм, РФ), студенти з Франції та волонтери (загалом у таборі було близько 90 людей).
Наприкінці літа 2018 р. стало відомо про виявлення першої великої статуї в історії розкопок Мірмекію: скульптуру було знайдено в завалі загиблої садиби ІІ ст. н. е. З'ясувалося, що статуя без голови та ніг, 1,15 м заввишки, вагою майже 110 кг, є зображенням давньогрецького бога медицини Асклепія (у давньоримській міфології — Ескулапа). Скульптуру було передано до «Східнокримського історико-культурного музею-заповідника». Крім статуї, на городищі було знайдено кістяну фігурку Меркурія, уламок скульптурного рельєфу та багато бронзових монет.
17 серпня 2019 р. було повідомлено про виявлення на некрополі Мірмекію поховання першої хвилі грецької колонізації Криму, датованого 2-ю половиною VI ст. до н. е. Незвичною стала перша розкрита гробниця невеликого розміру (приблизно 70 х 40 см), яка виявилася порожньою: вона була витесана з цільного шматка каменю. За припущеннями, поховання могло мати символічний характер, або там був похований попіл.